# 甘吉布勒姆

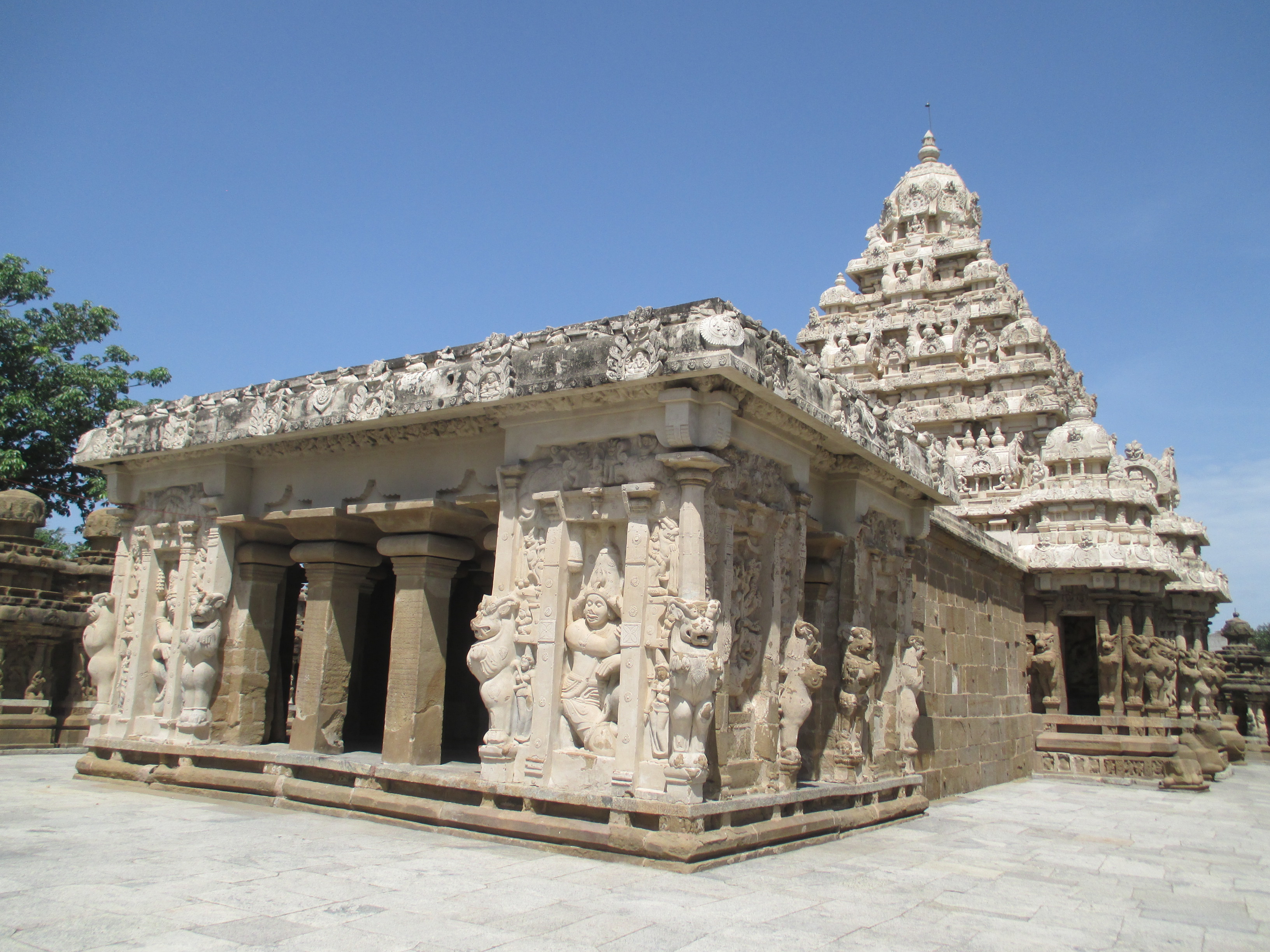
甘吉布朗（纽带城）

甘吉布勒姆（泰米尔语：Kanchipuram காஞ்சிபுரம்英语：Kanchipuram, Kanchi, or Kanchīpuram ），也称香至，位于印度泰米尔纳德邦，曾是跋羅婆王朝的首都，是梵文研究的重要中心之一。甘吉布勒姆是印度教的七个圣城萨帕塔普里之一。

## 汉书·地理志
《汉书·地理志》中有详细记载：“自日南障塞、徐闻、合浦，船行可五月，有都元国；又船行可四月，有邑卢没国；又船行可二十余日，有谌离国；步行可十余日，有夫甘都卢国。自夫甘都卢国，船行可二月余，有黄支国，民俗略与珠崖相类，其州广大户口多，多异物，自武帝以来皆献见。有译长属黄门，与应募者俱入海，市明珠、璧流离、奇石异物，赍黄金杂缯而往，所至国皆禀食为耦，蛮夷贾船，转送致之。亦利交易，剽杀人。又苦逢风波溺死，不者数年来还。大珠至围二寸以下。平帝元始中，王莽辅政，欲耀威德，厚遗黄支王，令遣使献生犀牛。自黄支船行可八月，到皮宗；船行可二月，到日南、象林界云。黄支之南有已程不国，汉之译使自此还矣。”黄支国即今日甘吉布勒姆。

## 玄奘的記載
玄奘法師周遊印度學佛時曾到過此地。《大唐西域記》、《大慈恩寺三藏法師傳》記載此地為建志補羅，是梵文Kāñcīpura，源於達羅毗荼語 (Dravida 德拉威語) Kachchippedu ~ Kāñcīpeḍu。 《大慈恩寺三藏法寺傳》卷四記載，玄奘法師打算到僧伽羅國學習上座部三藏及《瑜伽論》，就去到建志補羅－－「建志城即印度南海之口，向僧伽羅國水路三日行到。」玄奘法師到達建志補羅之時，僧伽羅國亂，僧侶逃到建志補羅。玄奘法師即向他們請教佛法，未有去僧伽羅國。

## 延伸阅读
[在维基数据编辑]
 《欽定古今圖書集成·方輿彙編·邊裔典·黃支部》，出自陈梦雷《古今圖書集成》
| \| 印度泰米尔纳德邦县份 \| |
| 蒂魯瓦盧爾縣 \| 金奈縣 \| 甘吉布勒姆县 \| 韋洛爾縣 \| 達爾馬布里縣 \| 蒂魯文納默萊縣 \| 維魯普蘭縣 \| 塞勒姆縣 \| 納馬卡爾縣 \| 埃羅德縣 \| 尼爾吉利斯縣 \| 哥印拜陀縣 \| 丁迪古爾縣 \| 卡魯爾縣 \| 蒂魯吉拉伯利縣 \| 貝蘭巴盧爾縣 \| 古達羅爾縣 \| 納加帕蒂南縣 \| 蒂魯瓦魯爾縣 \| 坦贾武尔县 \| 普杜果泰縣 \| 錫瓦甘加縣 \| 馬杜賴縣 \| 德尼縣 \| 韋魯杜納加爾縣 \| 拉馬納塔普蘭縣 \| 杜蒂戈林縣 \| 蒂魯內爾維利縣 \| 甘尼亞古馬里縣 \| 克里希纳吉里县 \| 阿里雅盧爾縣 \| 蒂魯布爾縣 |
| 印度泰米尔纳德邦县份 |